# Макаренкова Юлія Володимирівна
Ю́лія Володи́мирівна Мака́ренкова (2 вересня 1973, Київ, Українська РСР) — українська спортсменка, яка виступає в російських і міжнародних шашках. Міжнародний гросмейстер із російських шашок, майстер спорту України міжнародного класу з шашок—100, заслужений майстер спорту України. Триразова чемпіонка світу (1994, 1999, 2009) і триразова чемпіонка Європи (2002, 2007, 2012) з російських шашок ФМЖД, неодноразовий призер чемпіонатів світу ФМЖД і МАРШ, а також чемпіонатів Європи. Дворазова чемпіонка СРСР (1988, 1990), багаторазова чемпіонка України з шашок, в тому числі двічі — з міжнародних.

## Спортивна кар'єра

### Російські шашки
Юля Вайнштейн навчилася грати в шашки в чотири роки, але серйозно зайнялася ними в третьому класі, в грудні 1982 року. Першим тренером став Михайло Литвиненко (надалі тренувалася в М. Ю. Рахунова, О. А. Косенка, І. Н. Макаренкова, О. Я. Шапунова, В. А. Шалімова). У 1984 році вона завоювала свій перший титул, ставши чемпіонкою Києва серед дівчат віком до 18 років. У цей час у неї був другий спортивний розряд, але вона випередила навіть суперниць, що були кандидатами в майстри спорту.
У 1988 році в 15 років Юлія стала наймолодшою в історії чемпіонкою СРСР із російських шашок, а в 1990 році завоювала цей титул вдруге.
Юлія бере участь у чемпіонатах світу з російських шашок, що проходять під егідою ФМЖД, починаючи з самого першого, що відбувся в 1993 році. За цей час вона тричі ставала чемпіонкою світу: в 1994, 1999 і 2009 роках. Вона також неодноразово завойовувала срібні та бронзові медалі на чемпіонатах світу ФМЖД, так і на альтернативних світових першостях, що проводяться Міжнародною асоціацією російських шашок (МАРШ). На єдиному поки чемпіонаті світу з бразильських шашок, який відбувся у 2007 році, Юлія посіла третє місце. Юлія — триразова чемпіонка Європи з російських шашок. Вона стала першою чемпіонкою Європи в 2002 році в Дніпрі, а другий раз виграла першість континенту п'ять років потому у Львові, третю золоту медаль першості континенту додала в Суздалі у 2012 році. У 2004 і 2006 роках вона завоювала відповідно бронзову і срібну медаль. На Всесвітніх інтелектуальних іграх, залишившись у 2008 році відразу за межею призерів, у 2012 році Юлія стала чемпіонкою з російських шашок, випередивши росіянок Степаниду Кирилліну і Жанну Саршаєву.
Юлія Макаренкова є чемпіонкою світу 2003 року зі швидкої та блискавичної гри в російські шашки, ці звання вона завоювала в Санкт-Петербурзі, де в основній програмі залишилася другою. Кілька разів вона ставала призером чемпіонатів світу зі швидкої гри і бліцу.
Макаренкова вісім разів вигравала чемпіонат України з шашок—64 і стільки ж разів завойовувала медалі національного чемпіонату іншого ґатунку.

#### Історія участі в чемпіонатах світу і Європи[3]
| Рік  | Рівень     | Місце проведення | Турнір / матч            | Результат | Місце |
| ---- | ---------- | ---------------- | ------------------------ | --------- | ----- |
| 1993 | ЧС         | Керч             | Турнір                   | 2         |       |
| 1993 | ЧС (МАРШ)  | Орел             | Турнір                   | 3         |       |
| 1994 | ЧС         | Алушта           | Турнір                   | 21/32     | 1     |
| 1994 | ЧС (МАРШ)  | Якутськ          | Турнір                   | 12,5/17   | 2     |
| 1996 | ЧС         | Алушта           | Турнір                   | 3         |       |
| 1999 | ЧС         | Сімферополь      | Турнір                   | 22/28     | 1     |
| 2001 | ЧС         | Алушта           | Турнір                   | 19/26     | 2     |
| 2003 | ЧС         | Санкт-Петербург  | Турнір                   | 19/28     | 21    |
| 2002 | ЧЄ         | Дніпро           | Турнір                   | 1         |       |
| 2004 | ЧЄ         | Калуга           | Турнір                   | 3         |       |
| 2006 | ЧЄ         | Саарбрюккен      | Турнір (швейц.+плей-офф) | +3=5-12   | 2     |
| 2007 | ЧС (браз.) | Нідзиця          | Турнір                   | +5=5-1    | 3     |
| 2007 | ЧЄ         | Львів            | Турнір                   | +8=3-0    | 1     |
| 2007 | ЧС (МАРШ)  | Піцунда          | Турнір                   | 9/13      | 2     |
| 2008 | ВІІ        | Пекін            | Турнір (швейц.+плей-офф) | +2=7-1    | 4     |
| 2008 | ЧЄ         | Каргополь        | Турнір (швейц.+плей-офф) | +3=3-35   | 4     |
| 2009 | ЧС         | Рубіжне          | Турнір (швейц.+кругова)  | +6=8-06   | 1     |
| 2010 | ЧЄ         | Сонячний Берег   | Турнір (швейц.)          | +2=6-1    | 7     |
| 2011 | ЧС         | Санкт-Петербург  | Турнір (швейц.)          | +2=7-0    | 4     |
| 2012 | ВІІ        | Лілль            | Турнір (швейц.)          | 14/18     | 1     |
| 2012 | ЧЄ         | Суздаль          | Турнір                   | +3=4-0    | 1     |
| 2018 | ЧС         | Ізмір            | Турнір                   |           | 2     |

1 Програла  А. Лангіній 2-4 у переграванні за перше місце

2 +3=4-0 у швейцарському турнірі, у півфіналі зіграла внічию з  В. Мотричко, у фіналі програла  Є. Бушуєвій

3 За підсумками додаткового кругового турніру отримала право на матч за 3-е місце і виграла у  С. Кирилліної

4 +2=5-0 у швейцарському турнірі, програла у півфіналі  Е. Міськовій, у матчі за третє місце зіграла внічию з  Ю. Романською і програла бронзову медаль за рейтингом

5 +3=3-1 у швейцарському турнірі, програла у півфіналі  Ю. Кузіній і в матчі за третє місце  Д. Федорович

6 +2=5-0 у швейцарському турнірі, +4-3=0 у фінальному круговому турнірі

### Міжнародні шашки
Хоча Юлія спеціалізується на грі на малій дошці, вона бере участь і в центральних турнірах з міжнародних шашок. Чотири рази (у 1995, 1997, 1999 і 2015 роках) Юлія брала участь у чемпіонатах світу. Свій кращий результат вона показала у 1995 році в Бамако, де посіла третє місце, здобувши шість перемог при семи нічиїх і двох поразках.
Юлія виграла чемпіонат України з міжнародних шашок у 1999 році і повторила цей успіх десять років. Чотири рази Юлія виграла срібну медаль і один раз — бронзову.

## Особисте життя
У 1996 році Юлія Макаренкова закінчила Київський національний університет.
Зі своїм майбутнім чоловіком Валерієм, шаховим тренером, Юлія познайомилася в Алушті у 2000 році. У Юлії двоє синів, Артем, і Саша. Сім'я проживає у Харкові.